# ラウネン
ラウネン (独: Rhaunen) はドイツ連邦共和国 ラインラント＝プファルツ州ビルケンフェルト郡の町村。ラウネン連合自治体 (独: Verbandsgemeinde Baumholder) の行政庁所在地となっている。

## 姉妹都市
- ドレバッハ(Drebach) （ザクセン州）
- サン＝ヴァレリアン(Saint-Valérien) （フランス）